# The Human Equation
The Human Equation è il sesto album in studio del gruppo musicale olandese Ayreon, pubblicato il 25 maggio 2004 dalla Inside Out Music.
Come negli altri album degli Ayreon, anche The Human Equation ospita diversi musicisti precedentemente non collegati col progetto, come James LaBrie dei Dream Theater e Eric Clayton dei Saviour Machine, che eseguono musica scritta e arrangiata da Lucassen. Anche in questo album è presente il tema del viaggio, ma è un viaggio maggiormente introspettivo, compiuto all'interno della mente del protagonista.

## Concezione
L'album racconta i venti giorni di coma di un uomo che lotta tra la vita e la morte, ritrovandosi faccia a faccia con i suoi sentimenti che gli invadono la mente cercando di sopraffarlo.
La storia comincia con il protagonista Me (interpretato da James LaBrie) in coma, sdraiato su un lettino d'ospedale. Wife e Best Friend (ruoli interpretati rispettivamente da Marcela Bovio e da Arjen Anthony Lucassen) stanno parlando delle sue condizioni e Wife fa intendere che lei e Best Friend nascondono qualcosa. Durante il secondo giorno, scivolando in un coma ancora più profondo, Me si scopre isolato dal mondo e affronta le sue personali emozioni. La sua improvvisa paura di essere solo provoca Fear (interpretato da Mikael Åkerfeldt), che conferma i sospetti di Me. Poi, nella sua lotta interiore, Me affronta Reason (interpretato da Eric Clayton) e successivamente Passion (interpretato da Irene Jansen). Appena Me sta per disperarsi, Pride (interpretato da Magnus Ekwall) lo incoraggia, mentre Love (interpretato da Heather Findlay) lo conforta, facendo un tentativo di prepararlo a questa sua esperienza traumatica.
Nel terzo giorno, Me incontra Agony (interpretato da Devon Graves), che lo spinge ulteriormente verso la disperazione, dicendogli che è solo e che lo è sempre stato. Questo provoca Rage (interpretato da Devin Townsend), che afferma che questa è una bugia. Durante il quarto giorno, Wife e Best Friend stanno contemplando la situazione alquanto strana: è evidente il fatto che Me ha sbattuto con la macchina contro un albero in pieno giorno, senza nessuna macchina in vista, né evidenti distrazioni. Si stanno chiedendo se morirà oppure no, intanto il desiderio della vita porta Me faccia a faccia con Passion un'altra volta.
Il quinto giorno, Me discute con le sue emozioni delle voci di Best Friend e di Wife del giorno prima, mentre nel sesto giorno Agony riporta Me alla sua infanzia, dove si rivela che Father (interpretato da Mike Baker) un giorno partì di casa e non tornò mai più. In più, Fear e Me alludono al fatto che Father ha sempre indirizzato Me verso obiettivi irraggiungibili e l'ha sempre trattato crudelmente, arrivando ad abusare fisicamente di lui spiegando poi alla moglie che il figlio era «inciampato e si era fatto male alla testa» e dicendo che «sarà sempre un perdente».
Nel settimo giorno, Best Friend decide di provare a raggiungere Me tramite il suo punto di vista, e decide di riportarlo indietro ai giorni quando erano giovani, quando non avevano nessuna preoccupazione al mondo. Best Friend chiama Me, dicendogli di tornare al mondo reale, nel dolore. Me si sente come se fosse intrappolato, e prova ad urlare, ma qualcosa lo trattiene. Nell'ottavo giorno, Fear ritorna e decide di fare affrontare a Me le sue paure peggiori, portandolo indietro al suo primo giorno di scuola, periodo nel quale gli altri ridevano di lui, portandolo a vivere una vita solitaria durante il periodo scolastico. Questo risveglia Rage, che rivela che queste esperienze trasformarono Me in uno a cui interessava solo «il profitto della competizione». Agony allude al fatto che Me fu vittima di episodi di bullismo a scuola; cosa che portò al fatto che Me giurò che avrebbe avuto vendetta. Pride e Reason intervengono e cominciano a parlare dell'argomento. Mentre Pride incoraggia Me a sottostare al suo odio e provocare distruzione, provando a tutti che è il migliore, Reason gli dice che deve essere conosciuto per come è veramente, e dovrebbe provare a rialzarsi invece di demoralizzarsi. Passion tradisce Reason, spiegando a Me di "assaporare il momento", mettendosi dalla parte di Pride e dicendogli di non pensare ma di agire. Infine Me riesce a reagire, ma non riesce a fermarsi.
Durante il decimo giorno, Wife e Best Friend sono all'ospedale stupiti, in quanto Me non presenta alcun malessere fisico e di conseguenza si sarebbe dovuto risvegliare. Nel loro personale tentativo di aiutare Me, cominciano a parlare dei ricordi dei momenti passati assieme. Mentre Best Friend prende in considerazione la loro amicizia (ricordando il giorno in cui hanno comprato le loro nuove biciclette), è accompagnato da Pride, una traccia di quello che succederà. Nel frattempo, Wife ha fiducia nel loro legame matrimoniale e nel loro amore, e Love la accompagna. Passion, questa volta tradendo Pride, dice a Me che Wife lo sta aiutando, ma gli chiede cosa lo trattiene. Reason incoraggia Me a non resistere e di soddisfarsi con i ricordi. L'undicesimo giorno, su suggerimento di Reason, Me si arrende e viene riportato indietro al giorno in cui incontrò Wife: era un venerdì sera ad una festa e i due ballarono, mentre Passion e Love alludono al fatto che fu amore a prima vista. Tuttavia, ci sono delle indicazioni da Agony e da Fear che fanno riflettere Me sul fatto che potrebbe trattare Wife come suo padre trattò sua madre. Passion e Pride, a modo loro, incoraggiano Me.
Durante il dodicesimo giorno, Reason decide che per Me è abbastanza e se vuole può uscire dall'isolamento, ma Fear si oppone e spiega a Me che non lo lasceranno andare, e lo porteranno giù ulteriormente, verso gli angoli più profondi e oscuri della sua anima. Insieme, le emozioni portano a Me il suo più grande trauma: la morte della madre. Agony allude al fatto che, dopo l'abbandono del padre, sua madre sprofondò nella tristezza e contò sull'aiuto del figlio. Passion rivela che Me pensò che sua madre lo volesse ostacolare nella sua carriera, mentre Agony parla del suicidio della madre e che Me non era abbastanza vicino per evitarlo o anche solo provarci. Reason dice che questo incidente può essere stata un'opportunità per rompere l'atteggiamento introverso e dice a Me che, sebbene quest'ultimo si sente colpevole, non lo è a differenza del padre. Fear parla degli incubi di Me, dicendo che sente la voce della madre da oltre la tomba che gli chiede "Dov'eri figlio mio, quando avevo bisogno di te?". La Paura chiarisce inoltre che anche il padre ha detto "Sei un buono a nulla, l'hai lasciata morire!". Fear completa il giro dicendo che non ci sono giustificazioni per le sue azioni. Pride rivela che dopo la morte della madre, Me ha sepolto tutte le sue emozioni ed è diventato ossessionato per il successo, ma senza suggerire lo spreco che avrebbe prodotto.
Nel tredicesimo giorno, Love esprime la sua disapprovazione nei confronti dei trattamenti che Me ha per Wife e spiegando che egli dovrebbe capire quanto è fortunato. Me lo accetta, e si pente di quello che ha fatto, chiedendo se è troppo tardi per riparare le sue azioni. Nel mondo reale, Me versa una singola lacrima e stringe il pugno; Wife e Best Friend si chiedono se lo ha fatto perché è triste o perché è felice. Nel giorno seguente, Pride riporta Me all'apice della crudeltà della sua vita: Me fa notare il fatto che è stato più sensibile, creativo e compassionevole ma Pride corregge le opinioni di Me in maniera decisa. Pride e Reason, per la prima volta, concordano e lo incoraggiano a farsi guidare dalle emozioni. Il quindicesimo giorno è contrassegnato da una rivelazione: la ragione per la quale Pride è andato di fianco a Best Friend nel decimo giorno si rivela essere una breve competizione tra loro per diventare direttore in una ditta. Best Friend ha confidato a Me di aver manomesso dei libri e Me, per guadagnare il posto, sapendo che Best Friend era avvantaggiato, usò quest'informazione contro di lui e vinse la posizione. Mentre Fear allude ad un conflitto interiore a Me tra la sua azione e le conseguenze, Agony punta sulla malvagità del gesto, senza importarsene di quanto poteva essere giustificabile. Passion e Agony lo incoraggiano a confessare e a scusarsi. Me ammette che Best Friend gli era superiore e accetta di dirglielo.
Durante il sedicesimo giorno, Father viene a trovare Me: chiamandolo «perdente» e insultandolo come sempre, si scopre più avanti che il vero perdente si rivela essere proprio Father, essendosi sposato più di una volta e avendo intrapreso processi contro ognuna delle due mogli, e avendo molti figli la metà dei quali è in prigione. Rage si risveglia e rifiuta le parole di Father, riflettendo sull'intensità dell'odio che Me nutre per lui. Nel giorno seguente, le emozioni portano Me indietro al giorno dell'incidente: il protagonista stava guidando per tornare a casa all'una di pomeriggio, provando a non pensare al suo tradimento, e voleva rivedere Wife per calmarsi. Sulla strada, attraverso la finestra, vide Wife sorridere ad un altro uomo, il quale la teneva tra le sue braccia. Agony disse che a quel punto Me provò un gran dolore, ma non sapeva quando aveva curvato il volante per sbattere contro un albero, incapace di lottare con la sua vita, il modo in cui trattò Wife e odiò Father. Il diciottesimo giorno arriva e le emozioni si riuniscono per affrontare Me insieme. Per prima arriva Reason, che chiede a Me cosa farà ora che sa la verità a proposito del tradimento di Wife, mentre Passion consiglia a Me di vendicarsi; Pride gli dice che non può lasciare che questa storia finisca qui, Love consiglia all'uomo di dimenticare, Agony afferma che è meglio morire, mentre Fear gli chiede se si sente abbastanza forte. Nel mondo reale, Best Friend e Wife riconoscono il conflitto interno a Me e lo chiamano, infrangendo così il coma dell'uomo.
Il diciannovesimo giorno avviene la rivelazione finale: dopo aver perso il lavoro, Best Friend provò ad alleviare la solitudine e la pochezza della sua vita, incontrandosi con Wife all'insaputa di Me. L'evento accadde solo una volta e Wife rivela a Me che il suo cuore gli appartiene. Passion e Love guidano così Me verso l'uscita dal coma. Nel giorno finale, Me si risveglia e ammette subito il tradimento a Best Friend, il quale afferma di saperlo già e di non volersi soffermare su ciò. Me chiede perdono: le sue azioni hanno danneggiato tre vite e ora devono riparare insieme. Love dice a Me di continuare e di essere coraggioso, Agony e Reason danno il benvenuto a Me nel mondo reale, Passion e Pride gli dicono che ora è superiore e infine Fear chiede all'uomo se è sicuro. Me dice di sì e ritorna ad una nuova vita.
Appare che l'intera esperienza era una simulazione creata dal Dream Sequencer (introdotto in Universal Migrator Part 1: The Dream Sequencer), chiamato "The Human Equation Program". Forever of the Stars, il misterioso essere dietro all'esperimento descritto in Into the Electric Castle ha preparato questo programma per ricordare le emozioni, riscontrando un evidente successo.

## Pubblicazione
The Human Equation è stato commercializzato inizialmente in tre versioni: standard 2CD, edizione speciale con un DVD aggiuntivo che racchiude il making of dell'album e il videoclip di Day Eleven: Love ed edizione limitata, con gli stessi contenuti della versione speciale con l'aggiunta di un libretto di 36 pagine. Quest'ultima edizione non è in una custodia regolare per CD, ma in un largo libro cartonato che si apre con i due CD sulla sinistra dentro la copertina, il DVD sulla destra sempre dentro la copertina, e in mezzo tra i due lati il libretto che presenta i testi e delle grandi illustrazioni per ogni giorno.

## Tracce
Testi e musiche di Arjen Anthony Lucassen, eccetto dove indicato.
CD 1
1. Day One: Vigil – 1:33
2. Day Two: Isolation – 8:42
3. Day Three: Pain – 4:58 (testo: Arjen Anthony Lucassen, Devin Townsend)
4. Day Four: Mystery – 5:37
5. Day Five: Voices – 7:09
6. Day Six: Childhood – 5:05
7. Day Seven: Hope – 2:47
8. Day Eight: School – 4:22 (testo: Arjen Anthony Lucassen, Devin Townsend)
9. Day Nine: Playground – 2:15
10. Day Ten: Memories – 3:57
11. Day Eleven: Love – 4:18

CD 2
1. Day Twelve: Trauma – 8:59
2. Day Thirteen: Sign – 4:47 (testo: Arjen Anthony Lucassen, Heather Findlay)
3. Day Fourteen: Pride – 4:42
4. Day Fifteen: Betrayal – 5:24
5. Day Sixteen: Loser – 4:46 (testo: Arjen Anthony Lucassen, Devin Townsend)
6. Day Seventeen: Accident? – 5:42 (testo: Arjen Anthony Lucassen, Devon Graves)
7. Day Eighteen: Realization – 4:31
8. Day Nineteen: Disclosure – 4:42
9. Day Twenty: Confrontation – 7:03

DVD bonus nell'edizione speciale e in quella limitata
1. Inside (Behind the Scenes: The Human Equation) – 45:27
2. Concept (The Concept of The Human Equation) – 3:05
3. Ayreon (The Story of Ayreon) – 4:26
4. Drums (Ed Warby's Drums) – 3:32
5. Video (Videoclip of Day 11: Love) – 3:49
6. Teaser (Teaser - Trailer) – 1:28

CD bonus nella riedizione del 2025
1. August Fire
2. No Quarter
3. Space Oddity
4. Day Six: Childhood (Acoustic Version)
5. How You Gonna See Me Now
6. Bloopers
7. Untitled Instrumental
8. When I'm Sixty-Four
9. Loser (Star One Version)
10. No Quarter (Alternative Version)
11. Back 2 Me (Dance Mix)

## Formazione
Musicisti
- James LaBrie – voce di Me
- Mikael Åkerfeldt – voce di Fear
- Eric Clayton – voce di Reason
- Heather Findlay – voce di Love
- Irene Jansen – voce di Passion
- Magnus Ekwall – voce di Pride
- Devon Graves – voce di Agony
- Marcela Bovio – voce di Wife
- Mike Baker – voce di Father
- Devin Townsend – voce di Rage
- Arjen Anthony Lucassen – voce di Best Friend, chitarra elettrica e acustica, basso, mandolino, lap steel guitar, tastiera, sintetizzatore, Hammond
- Ed Warby – batteria, percussioni
- Robert Baba – violino
- Marieke van den Broek – violoncello
- Joost van den Broek – assolo di sintetizzatore (traccia 2), clavicembalo (traccia 13)
- Martin Orford – assolo di sintetizzatore (traccia 15)
- Ken Hensley – assolo di Hammond (traccia 16)
- Oliver Wakeman – assolo di sintetizzatore (traccia 17)
- John McManus – flauto basso (tracce 13, 16 e 18), piffero (traccia 18)
- Jeroen Goossens – flauto contralto (traccia 2), flauto (tracce 3, 5, 9, 14 e 18), flauto basso (tracce 5 e 14), flauto di Pan (traccia 6), flauto dolce (traccia 13), didgeridoo (traccia 16), fagotto (tracce 18)